# Sławomir Petelicki

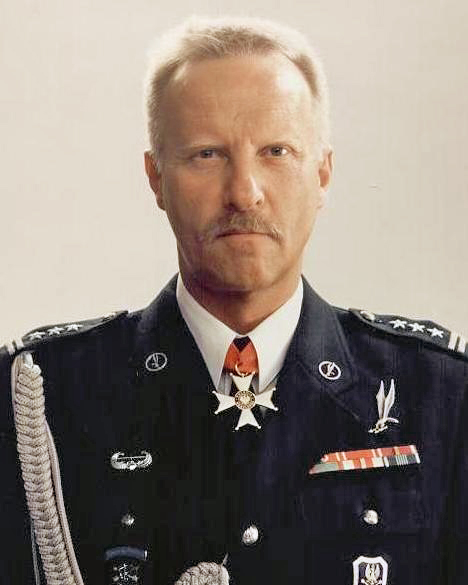
Sławomir Petelicki, hier als Oberst (1997)

Sławomir Petelicki (* 13. September 1946 in Warschau; † 16. Juni 2012 ebenda) war ein polnischer Offizier, der zunächst der Auslandsspionage der kommunistisch kontrollierten Geheimpolizei SB angehörte und nach der politischen Wende von 1989/90 die Antiterroreinheit GROM des polnischen Innenministeriums aufbaute.

## Karriere

### In der Volksrepublik Polen bis 1989
Die Eltern Peteleckis bekleideten wichtige Positionen im Verteidigungsministerium der Volksrepublik Polen: Der Vater, der sich im Zweiten Weltkrieg einer kommunistischen Partisanengruppe angeschlossen hatte, gehörte zuletzt als Oberst der Auslandsabteilung des Generalstabs an, die Mutter arbeitete in der Abteilung für Rüstung.
Nach dem Jurastudium an der Universität Warschau trat Petelicki 1969 in das mit Auslandsspionage befasste I. Department des SB ein. Offiziell als Diplomat akkreditiert wurde er zunächst an die polnischen Botschaften in Hanoi und Peking entsandt. 1973 wurde er an das polnische Generalkonsulat in New York City versetzt, zu seinen Aufgaben gehörte die Beobachtung des aus Polen stammenden US-Sicherheitsberaters Zbigniew Brzeziński sowie des Journalisten Jan Nowak-Jeziorański, des Leiters des polnischen Programms des US-Senders Radio Free Europe.
Nach der Rückkehr nach Polen 1978 war er für die Bekämpfung „ideologischer Diversion“ zuständig. Dazu gehörte die Beobachtung der antikommunistischen Dissidenten von der Konföderation für ein unabhängiges Polen (KPN) und dem Komitee zur Verteidigung der Arbeiter (KOR). Auf seinem nächsten Auslandsposten in Stockholm hatte er die Auslandsorganisation der mittlerweile verbotenen unabhängigen Gewerkschaft Solidarność auszuspionieren.
1988 kehrte er erneut nach Polen zurück. Nach der Bildung der Koalitionsregierung aus Solidarność und der Polnischen Vereinigten Arbeiterpartei (PVAP) ernannte ihn der im Amt gebliebene kommunistische Innenminister General Czesław Kiszczak im September 1989 zum stellvertretenden Leiter der Auslandsspionage des SB.

### In der Republik Polen nach 1990
Nach der Entlassung Kiszczaks ließ dessen Nachfolger Krzysztof Kozłowski, der der Demokratiebewegung um die Solidarność angehörte, den SB auflösen und dessen bisherigen Offiziere verifizieren. Petelecki gehörte zu der Gruppe, die für geeignet befunden wurde, Sicherheitskräfte des demokratischen Polens aufzubauen. Angeleitet von Experten aus den USA und dem Vereinigten Königreich übernahm er im Rang eines Obersten den Aufbau einer Antiterroreinheit, die dem Innenminister unterstand.  Er hatte sich dafür auch durch eine Fallschirmjäger-, Scharfschützen- und Taucherausbildung qualifiziert. Er besaß außerdem den 1. Dan  in Judo und galt als Experte für schwierige Helikopterlandungen.
Auf seinem neuen Posten überstand er eine weitere Welle von Entlassungen ehemaliger SB-Offiziere, die Antoni Macierewicz, der dezidiert antikommunistische Innenminister der 1991 gebildeten Rechtsregierung unter Jan Olszewski, angeordnet hatte. Von einer kurzen Unterbrechung abgesehen, als er Berater der Regierung für den Kampf gegen die organisierte Kriminalität war, führte er die Einheit bis 1999, das letzte Jahr im Rang eines Brigadegenerals.
Nach seinem Ausscheiden aus dem Dienst arbeitete er als Unternehmensberater für Sicherheitsfragen, u. a. für die Warschauer Niederlassung von Ernst & Young. Auch trat er als Publizist in Erscheinung und näherte sich dabei immer mehr Positionen des nationalpatriotischen Lagers an. Wiederholt kritisierte er in Presseartikeln die angebliche Vernachlässigung von Problemen der nationalen Sicherheit durch Staatspräsident Bronisław Komorowski und Premierminister Donald Tusk (z. B. in dem von ihm mitverfassten Expertenbericht über den Flugunfall von Smolensk 2010).

## Tod
Am 16. Juni 2012 starb Petelicki infolge einer Schussverletzung im Kopfbereich. Neben seinem Leichnam wurden eine Pistole und eine leere Patronenhülse gefunden. Die Polizei erklärte nach den ersten Untersuchungen, dass alles für Selbstmord spreche.  Ein knappes Jahr nach seinem Tod stellte die Staatsanwaltschaft die Untersuchung ein, weil „keine Anzeichen für ein Verbrechen“ ausgemacht worden seien.

## Auszeichnungen
- Verdienstkreuz der Republik Polen für Tapferkeit
- Verdienstkreuz der Republik Polen in Gold
- Orden Polonia Restituta Offiziers- und Kommandeurkreuz
- Legion of Merit (USA)